# Ластівка синьоголова
Ластівка синьоголова (Cecropis striolata) — вид горобцеподібних птахів родини ластівкових (Hirundinidae). Мешкає в Південно-Східній Азії. Раніше вважався підвидом даурської ластівки, однак був визнаний окремим видом.

## Опис
Довжина птаха становить 19 см. Верхня частина тіла темно-синя, на шиї рудуватий «комір», надхвістя рудувато-коричневе. Обличчя й нижня частина тіла білі, сильно поцятковані темними смужками. Крила коричневі. Хвіст сильно роздвоєний. Виду не притаманний статевий диморфізм. Молоді птахи мають дещо світліше забарвлення, надхвістя в них світліше, хвіст коротший.

## Підвиди
Виділяють чотири підвиди:

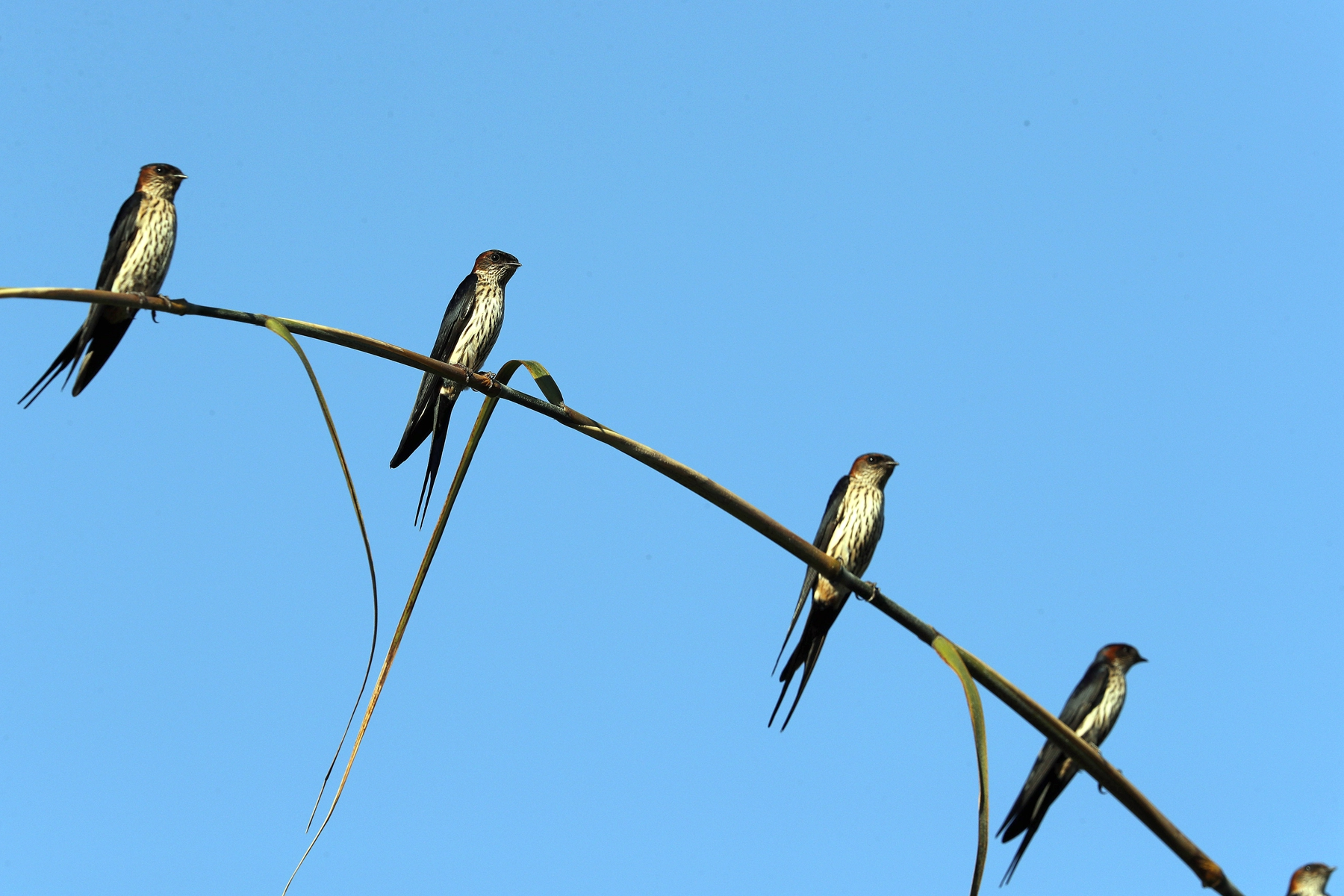
Синьоголові ластівки

- C. s. striolata (Schlegel, 1844) — Тайвань, Філіппіни (за винятком островів Сулу), Суматра, Ява, Балі і Малі Зондські острови (на схід до Тимора і Ветара);
- C. s. mayri (Hall, BP, 1953) — Північно-Східна Індія, північний схід Бангладеш, північ М'янми і південь Китаю;
- C. s. stanfordi (Mayr, 1941) — Східна М'янма, Північний Таїланд, Індокитай;
- C. s. vernayi (Kinnear, 1924) — Південна М'янма, Західний Таїланд.

## Поширення і екологія
Синьоголові ластівки мешкають в Індії, Бангладеш, М'янмі, Китаї, Таїланді, В'єтнамі, Лаосі, Камбоджі, Індонезії, на Філіппінах, Тайвані і Східному Тиморі. Вони живуть на відкритих місцевостях і в рідколіссях. Живляться комахами, яких ловлять у польоті. Сезон розмноження триває з квітня по липень. Гніздяться поодинці, іноді утворюють розріджені колонії. Гніздо має пляшкоподібну форму, робиться з глини, встелюється пір'ям і сухою травою, розміщується в печерах або в будівлях. У кладці 4—5 білих яєць.